# Эви Лав
Эви Лав (англ. Avi Love; род. 13 июня 1995, Невада, США) — американская порноактриса. Лауреат премии XBIZ Award в категории «Лучшая актриса — полнометражный фильм» (2019).

## Карьера
Имеет филиппинские, креольские, французские, немецкие и индийские корни. Училась в старшей школе в Лас-Вегасе, в которой также увлекалась театром и волейболом. После окончания обучения два года работала спасателем на бассейне, а также хостес.
Первое время снималась в эротических фотосессиях по объявлению с сайта Craigslist, после чего её связали с агентом. Начала карьеру в октябре 2016 года в возрасте 21 года. Псевдоним Эви (Avi) составлен из первых букв её имени и среднего имени. Первая сцена с мужчиной была с Райаном Дриллером для студии Naughty America. Вскоре снимается для студии Evil Angel в своей первой анальной сцене. В августе 2017 года впервые снимается в межрасовой сцене. В январе 2018 года для студии Tushy впервые исполнила двойное проникновение. В мае того же года снимается для студии LegalPorno в сцене двойного анального проникновения. Помимо «жёстких» сцен, снимается также в сценах мастурбации, традиционного и лесбийского секса.
Снимается для Devil's Film, Diabolic Video, Evil Angel, Girlfriends Films, Kink.com, LegalPorno, Mile High, Naughty America, Third Degree Films, Tushy, Wicked Pictures, Zero Tolerance Entertainment и других студий.
В 2018 году появилась на обложке июньского выпуска журнала Hustler. Также появилась на обложках журналов Strip LV (август 2017) и Barely Legal (январь 2018).
В октябре 2018 года стала лауреатом премии NightMoves Award в категории «Лучшая новая старлетка» (выбор редакции). В январе 2019 года за работу в фильме The Possession of Mrs. Hyde была награждена премией XBIZ Award в категории «Лучшая актриса — полнометражный фильм». В том же месяце была награждена премией AVN Awards в категории «Лучшая сцена секса парень/девушка». В конце июня была признана XRCO лучшей актрисой (за фильм The Possession of Mrs. Hyde). В октябре 2019 года второй раз за свою карьеру стала лауреатом премии NightMoves Award, на этот раз в категории «Лучшая актриса», награды в которой не вручались с 2007 года.
По состоянию на октябрь 2018 года, снялась в более чем 100 порнофильмах.
Проживает в Лас-Вегасе. Её интересы представляет агентство талантов Nexxxt Level.

## Награды и номинации
| Год  | Награда          | Результат | Категория | Фильм                       |
| ---- | ---------------- | --------- | --- | --------------------------- |
| 2018 | AVN Award        | Номинация | Награда поклонников: самый горячий новичок | н/д                         |
| 2018 | NightMoves Award | Победа    | Лучшая новая старлетка (выбор редакции) | н/д                         |
| 2018 | Spank Bank Award | Номинация | Exotic Femme Fatale of the Year | н/д                         |
| 2018 | Spank Bank Award | Номинация | Most Luscious Labia | н/д                         |
| 2018 | XBIZ Award       | Номинация | Лучшая новая старлетка | н/д                         |
| 2019 | AVN Award        | Номинация | Лучшая актриса — полнометражный фильм | The Possession of Mrs. Hyde |
| 2019 | AVN Award        | Номинация | Лучшая сцена двойного проникновения (вместе с Джоном Стронгом и Миком Блу) | DP Me 7                     |
| 2019 | AVN Award        | Победа    | Лучшая сцена секса парень/девушка (вместе с Рамоном Номаром) | The Possession of Mrs. Hyde |
| 2019 | Fleshbot Award   | Номинация | Лучшая сцена парень/девушка (вместе с Рамоном Номаром) | The Possession of Mrs. Hyde |
| 2019 | NightMoves Award | Победа    | Лучшая актриса (выбор поклонников) | н/д                         |
| 2019 | Spank Bank Award | Номинация | Airtight Angel of the Year | н/д                         |
| 2019 | Spank Bank Award | Номинация | Bondage Artiste of the Year | н/д                         |
| 2019 | Spank Bank Award | Победа    | Creampied Cutie of the Year | н/д                         |
| 2019 | Spank Bank Award | Номинация | Fun Sized (Spinner of the Year) | н/д                         |
| 2019 | Spank Bank Award | Номинация | Gangbanged Girl of the Year | н/д                         |
| 2019 | Spank Bank Award | Номинация | Gloryhole Guru of the Year | н/д                         |
| 2019 | Spank Bank Award | Номинация | Indestructable Butthole | н/д                         |
| 2019 | Spank Bank Award | Номинация | Mattress Actress of the Year | н/д                         |
| 2019 | Spank Bank Award | Номинация | Most Adorable Sexual Deviant | н/д                         |
| 2019 | Spank Bank Award | Номинация | Two Hot Dogs in a Hallway (Double Anal Prodigy) | н/д                         |
| 2019 | XBIZ Award       | Победа    | Лучшая актриса — полнометражный фильм | The Possession of Mrs. Hyde |
| 2019 | XBIZ Award       | Номинация | Лучшая сцена секса — полнометражный фильм (вместе с Сетом Гэмблом) | The Possession of Mrs. Hyde |
| 2019 | XBIZ Award       | Номинация | Лучшая сцена секса — только девушки (вместе с Шарлоттой Стокли) | The Possession of Mrs. Hyde |
| 2019 | XCritic Award    | Номинация | Лучшая актриса | The Possession of Mrs. Hyde |
| 2019 | XRCO Award       | Победа    | Лучшая актриса | The Possession of Mrs. Hyde |
| 2020 | AVN Award        | Номинация | Лучшая актриса второго плана | A Daughter’s Deception      |
| 2020 | AVN Award        | Номинация | Лучшая лесбийская сцена (вместе с Лэйси Леннон) | Endless                     |
| 2020 | NightMoves Award | Номинация | Лучшая актриса | н/д                         |
| 2020 | XBIZ Award       | Номинация | Исполнительница года | н/д                         |
| 2020 | XBIZ Award       | Номинация | Лучшая актриса — лесбийский фильм | Endless                     |
| 2020 | XBIZ Award       | Номинация | Лучшая актриса тематического фильма — эротика | Sex & Lies                  |
| 2020 | XBIZ Award       | Номинация | Лучшая актриса тематического фильма — эротика | Upon Further Reflection     |
| 2020 | XBIZ Award       | Номинация | Лучшая сцена секса — виньетка (вместе с Рики Джонсоном) | No Going Back               |
| 2020 | XBIZ Award       | Номинация | Лучшая сцена секса — только девушки (вместе с Аной Фокс) | Endless                     |
| 2020 | XBIZ Award       | Номинация | Лучшая сцена секса — эротика (вместе с Райаном Маклейном) | Upon Further Reflection     |
| 2021 | AVN Award        | Номинация | Лучшая актриса — короткометражный фильм | Another Life 2              |
| 2021 | AVN Award        | Номинация | Лучшая актриса второго плана | The Ex-Girlfriend Debacle   |
| 2021 | AVN Award        | Победа    | Лучшая сцена группового секса (вместе с Анджелой Уайт, Бритни Эмбер, Джейн Уайлд, Индией Саммер, Коди Стилом, Райаном Дриллером, Сетом Гэмблом, Уитни Райт и Эриком Мастерсоном) | Climax                      |
| 2021 | Inked Award      | Номинация | Групповая сцена года (вместе с Анджелой Уайт, Бритни Эмбер, Джейн Уайлд, Индией Саммер, Коди Стилом, Райаном Дриллером, Сетом Гэмблом, Уитни Райт и Эриком Мастерсоном)          | Climax                      |
| 2021 | XBIZ Award       | Номинация | Исполнительница года | н/д                         |
| 2021 | XBIZ Award       | Номинация | Лучшая сцена секса — виньетка (вместе с Миком Блу и Маркусом Дюпри) | Sodom                       |
| 2021 | XBIZ Award       | Номинация | Лучшая сцена секса — эротика (вместе с Анджелой Уайт, Бритни Эмбер, Джейн Уайлд, Индией Саммер, Коди Стилом, Райаном Дриллером, Сетом Гэмблом, Уитни Райт и Эриком Мастерсоном)  | Climax                      |

## Избранная фильмография
- 2016 — Anal Newbies 5
- 2017 — After School Threesomes
- 2017 — Bush League 8[38]
- 2017 — Don’t Worry, He’s My Stepbrother 2
- 2017 — Game
- 2017 — Her 1st Interracial 4
- 2017 — Seduction of Avi Love
- 2017 — Teen Bush 3[39]
- 2018 — Barely Legal 157 — My First Anal
- 2018 — Bush Wackin’ Stepsister’s Muff
- 2018 — Daddy Touched Me 2
- 2018 — Daddy’s Lil’ Angel[40]
- 2018 — My Stepdaughter’s Bush 2
- 2018 — Teen Bush 4
- 2018 — Teen Bush 5[41]
- 2018 — Welcome To the Family